# تاج المساجد
تاج المساجد(به عربی:تَاجُ ٱلْمَسَاجِد‎) بزرگترین مسجد مسلمانان در هندوستان می باشد.

## ساخت و محل استقرار
این مسجد در میانه سالهای 1868 تا 1901م در بهوپال هند ساخته شده است.

## ظرفیت
ظرفیت این مسجد را بین 175 هزار تا 230 هزار نفر گفته اند

## منبع
- https://en.wikipedia.org/wiki/Taj-ul-Masajid